# Ciclón Phailin
La tormenta ciclónica muy severa Phailin (también conocido como ciclón Phailin, designación IMD: BOB 04, designación JTWC: 02B) fue un violento ciclón tropical que afectó la costa oriental de India. Formado a partir de un área de baja presión ubicado sobre el mar de Andamán a comienzos de octubre de 2013, Phailin fue organizándose paulatinamente hasta ser clasificado como depresión tropical el 8 de octubre. La depresión continuó intensificándose en los días siguientes hasta alcanzar la categoría 4 en la escala de huracanes de Saffir-Simpson, o la categoría de tormenta ciclónica muy severa, según el Departamento Meteorológico de India. Phailin fue el segundo ciclón tropical en el norte del océano Índico en la temporada de ciclones de 2013 y el más intenso registrado desde 1999. El nombre Phailin (AFI, [pa̠iˈlin]) fue aportado a la lista de ciclones del año en curso por Tailandia y significa "zafiro".
Phailin tocó tierra en costas del estado de Odisha, cerca de Gopalpur a las 21:30 (IST) del día 12 de octubre (16:00 UTC). En su pico de intensidad máxima, la tormenta presentaba un tamaño aproximado a la superficie de Francia —unos 600 mil km²—y es el más intenso registrado en el océano Índico en los últimos años. Más de medio millón de personas fueron evacuadas en la zona costera oriental del país. Los vientos sostenidos de 200 km/h y ráfagas superiores con que la tormenta hizo contacto con la costa provocaron la interrupción de las comunicaciones e inundaciones a lo largo de las zonas costeras bajas, aparte de otros daños provocados por el viento. Se reportaron al menos siete muertes a causa del ciclón. En 1999, la zona había recibido el impacto directo de un ciclón similarmente intenso que cobró la vida de unas 10 000 personas. Sin embargo, ante la llegada de Phailin, las autoridades desplegaron un agresivo operativo para minimizar el número de víctimas ante la contingencia.

## Historia meteorológica

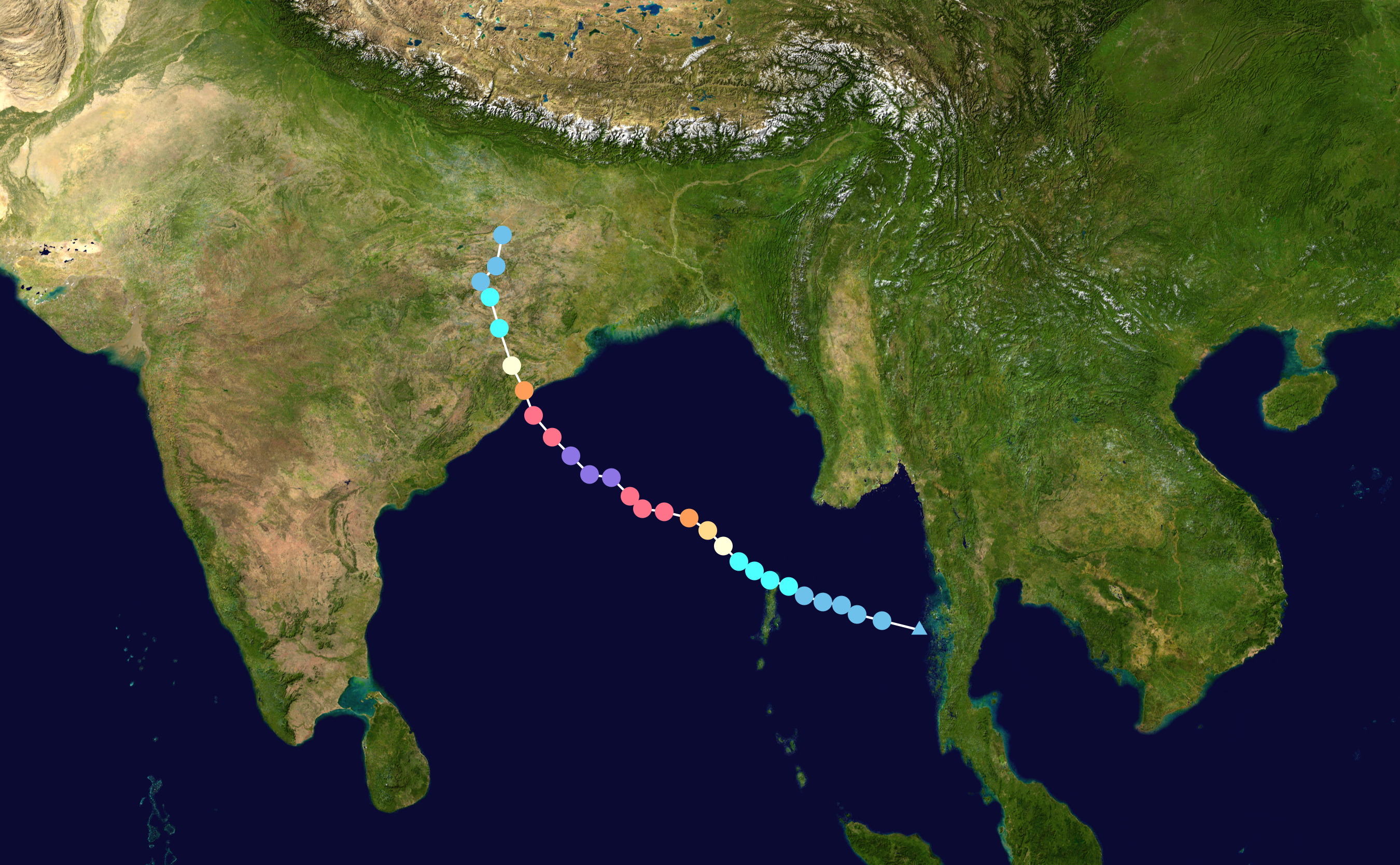
Trayectoria de Phailin

El 4 de octubre, la Agencia Meteorológica de Japón comenzó el seguimiento de una depresión tropical que se había desarrollado en el golfo de Tailandia, a unos 400 km de Ho Chi Minh. Durante los próximos dos días, el sistema se movió hacia el oeste, dentro de un área de baja a moderada cizalladura y pasando sobre la península de Malaca, se internó en aguas del norte del océano Índico el 6 de octubre. Ya sobre el mar de Andamán, el Departamento Meteorológico de India (IMD) comenzó su monitoreo, mientras se movía hacia el oeste-noroeste. Con un ambiente más favorable para su intensificación, el ciclón se consolidó como una depresión profunda, según la clasificación del IMD. El Centro Conjunto de Advertencia de Tifones comenzó a emitir avisos sobre la depresión, a la que designó como Ciclón Tropical 02B, antes que el pasara sobre las Islas Andamán levemente debilitado, en su trayectoria hacia la bahía de Bengala. Allí, el sistema comenzó a reorganizarse mientras se desplazaba por el borde sur de una dorsal de alta presión, para luego intensificarse hasta la categoría de tormenta ciclónica, equivalente a tormenta tropical en la escala de Saffir-Simpson (EHSS).
Phalin comenzó una fase de rápida intensificación hasta alcanzar el equivalente a la categoría 1 (EHSS), y en las primeras horas del 10 de octubre las imágenes satelitales mostraban claramente que la tormenta había desarrollado un ojo. Al día siguiente el ciclón era un enorme sistema de categoría 4 (EHSS) y comenzó un ciclo de reemplazo de la pared del ojo, lo que permitió una intensificación adicional, alcanzando la categoría 5 (EHSS). Phailin fue el primer ciclón de categoría máxima en la cuenca del océano Índico desde el ciclón Sidr de 2007.
Unas horas antes de tocar tierra, Phailin comenzó un segundo ciclo de reemplazo de la pared del ojo, por lo que se debilitó levemente a categoría 4 (EHSS). A las 9:30 p. m. del 12 de octubre (IST) el ciclón tocó tierra en Gopalpur, Odisha, cerca de la frontera con Andhra Pradesh y a unos 600 km al suroeste de Calcuta, con vientos sostenidos de 200 km/h y afectando unos 250 km de costa con sus vientos máximos. Al momento de tocar tierra, el ciclón provocaba lluvias torrenciales e inundaciones, con serio riesgo sobre las kutchas —endebles viviendas de bambú utilizadas extensamente por la población— y sobre el sistema de comunicaciones de transporte, que se anticipó sufrirían extensos daños.

## Impacto

Animación de Phailin al tocar tierra en Odisha.

La tormenta desarraigó árboles y señales de tránsito, cortando el suministro eléctrico en muchas áreas del estado de Odisha. hay reportes de numerosos tejados y ventanas destrozados por los vientos, a la vez que la prensa apostada en la localidad de Brahmapur —a unos 20 km tierra adentro— informaba de una casa colapsada. Los carteles de las tiendas y otros objetos eran lanzados violentamente por las ráfagas de viento en el momento de máxima intensidad de la tormenta, que causó la suspensión de un importante festival hindú.
Las autoridades habían anunciado la evacuación obligatoria pero algunos residentes se negaron a abandonar sus precarias casas: éstos fueron forzados a evacuar por las fuerzas policiales, según informó el Ministerio del Interior. Además, el ejército fue puesto en alerta para ocuparse de las acciones de emergencia y rescate, mientras que se desplegaban helicópteros y se alistaban provisiones para suministrar en áreas aisladas por las inundaciones.
Varios ríos se salieron de sus cauces a causa de las torrenciales lluvias y las autoridades anticiparon cuantiosos daños en las plantaciones de arroz. Odisha produce un 10% del arroz que se cosecha en India.